# Jamaicai hutia
A jamaicai hutia (Geocapromys brownii) az emlősök (Mammalia) osztályának rágcsálók (Rodentia) rendjébe, ezen belül a hutiák (Capromyidae) családjába tartozó faj.
Az állat a Geocapromys emlősnem típusfaja.

## Előfordulása
A jamaicai hutia kizárólag Jamaica szigetén honos.

## Megjelenése
Testhossza 45 centiméter, ebből a farok 6 centiméter. Testtömege 2 kilogramm. A jamaicai hutia hasonlít a tengerimalacra.

## Életmódja
Többnyire egyedül kóborol a talajon, de néha kisebb legfeljebb 10 fős családi csoportokba tömörül.Nappal sziklahasadékokban rejtőzik, és onnan csak éjszaka jön elő, hogy levelek, gyökerek, fakéreg és gyümölcsök után kutasson az erdőben.

## Szaporodása
Az ivarérettség 365 naposan jön el. A 123 napig tartó vemhesség után a nőstény 1-3 kölyöknek ad életet. Az elválasztásra 2 naposan kerül sor.

## Természetvédelmi állapota
A jamaicai hutiát a húsáért vadásszák. A betelepített jávai mongúz is fenyegeti a fajt. Az IUCN vörös listáján a sebezhető kategóriában szerepel.